# Diaoluoshan (sockenhuvudort i Kina, Hainan Sheng, lat 18,80, long 109,87)
Diaoluoshan är en sockenhuvudort i Kina. Den ligger i provinsen Hainan, i den södra delen av landet, omkring 150 kilometer söder om provinshuvudstaden Haikou. Antalet invånare är 5 665. Befolkningen består av 2 508 kvinnor och 3 157 män. Barn under 15 år utgör 21,0 %, vuxna 15-64 år 72 %, och äldre över 65 år 6,0 %.
Runt Diaoluoshan är det tätbefolkat, med 286 invånare per kvadratkilometer. Närmaste större samhälle är Shiling, 17,7 km sydväst om Diaoluoshan. I omgivningarna runt Diaoluoshan växer i huvudsak städsegrön lövskog.
Genomsnittlig årsnederbörd är 2 305 millimeter. Den regnigaste månaden är juli, med i genomsnitt 380 mm nederbörd, och den torraste är januari, med 15 mm nederbörd.